# Russelia equisetiformis
Russelia equisetiformis là một loài thực vật có hoa trong họ Mã đề. Loài này được Schltdl. & Cham. miêu tả khoa học đầu tiên năm 1831.

## Hình ảnh

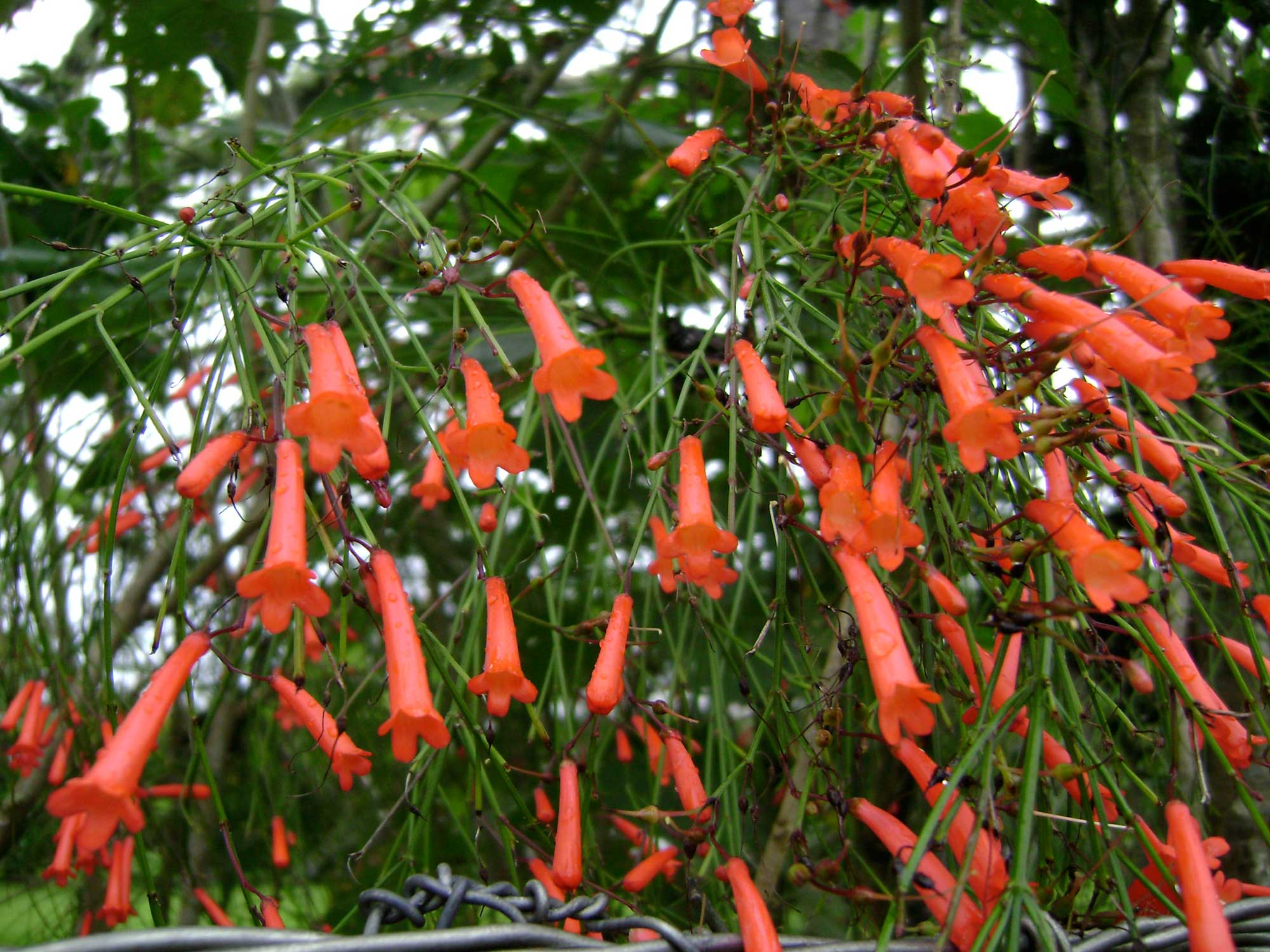
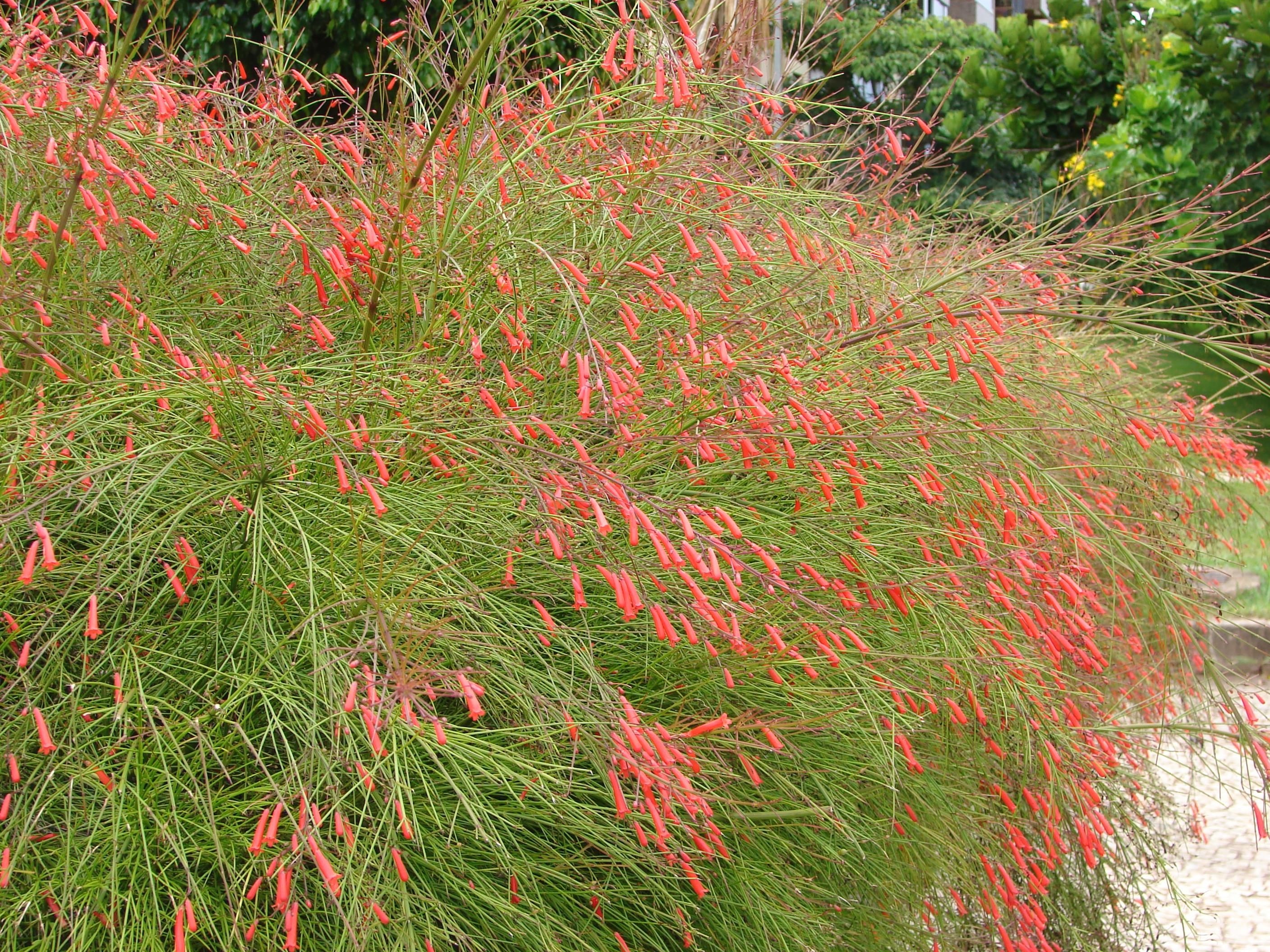
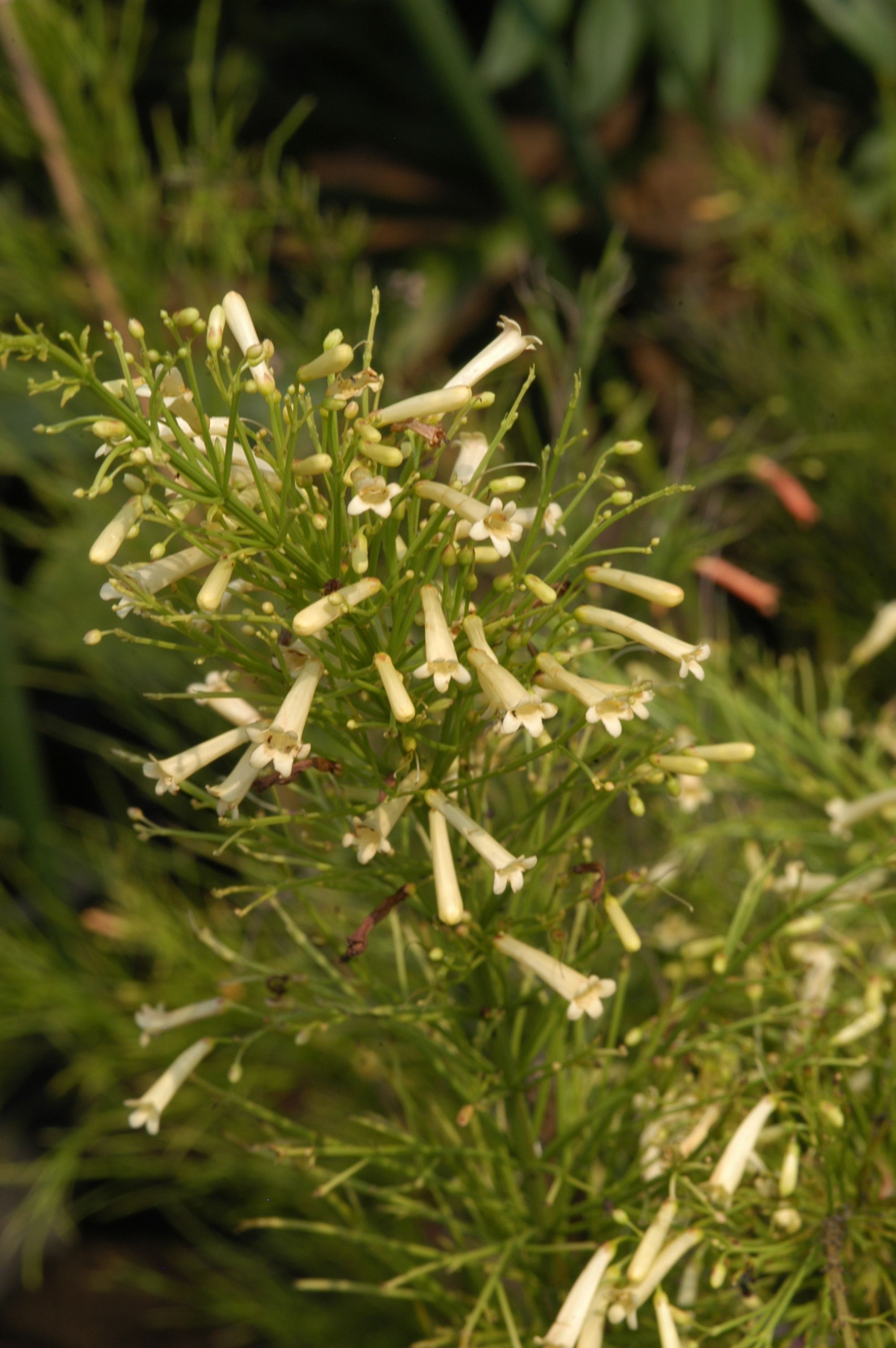
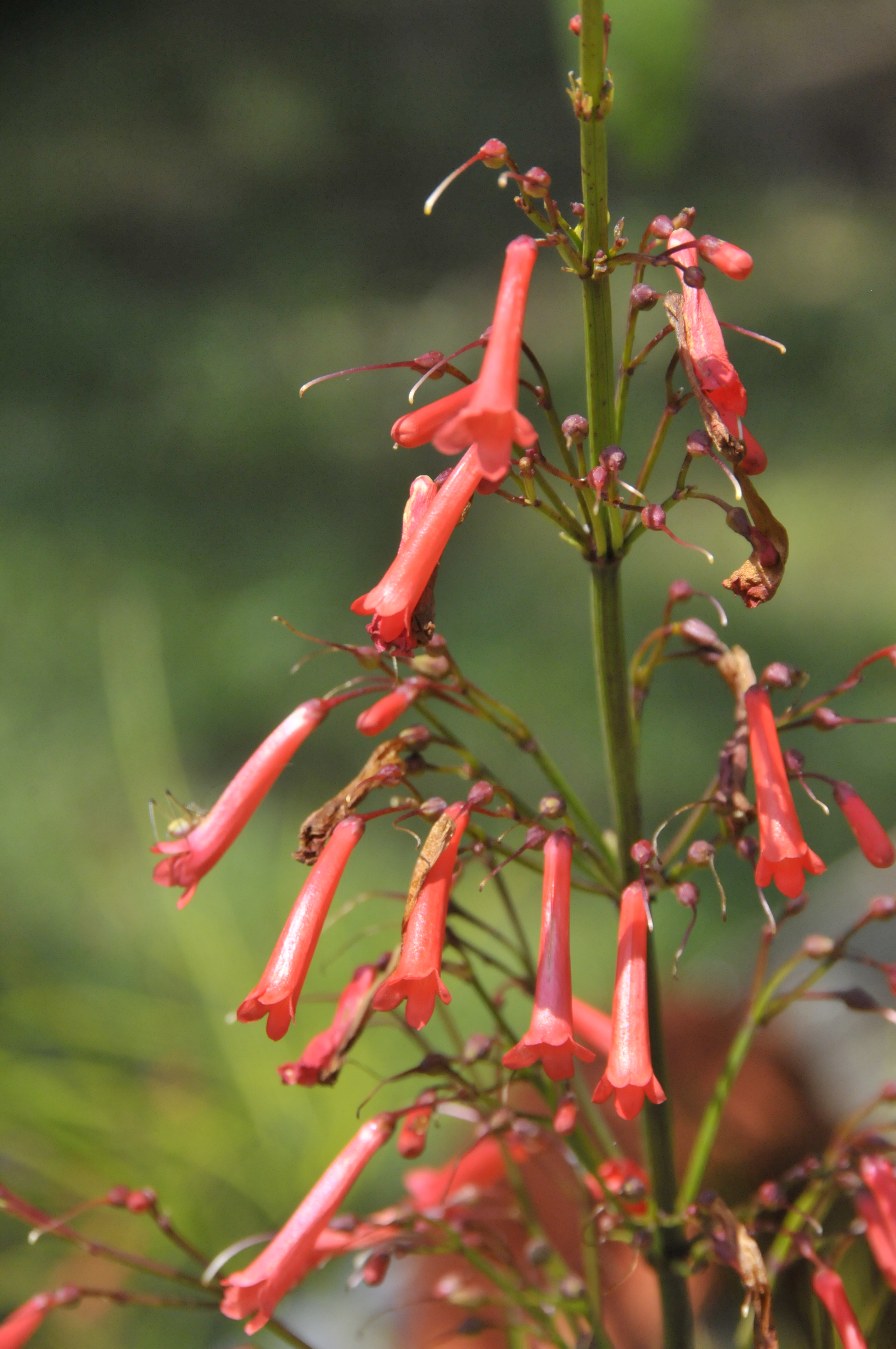